# Петрівка Перша (Краматорський район)
Петрі́вка Пе́рша — село Олександрівської селищної громади Краматорського району Донецької області, України.
Населення становить 508 осіб.

## Історія
Станом на 1886 рік у колишньому власницькому селі Петрівка Перша (Стара, Петрицина, Ковалевська) Степанівської волості Бахмутського повіту Катеринославської губернії мешкало 478 осіб, налічувалось 68 дворових господарств, існувала лавка.
За переписом 1897 року кількість мешканців зросла до 480 осіб (245 чоловічої статі та 235 — жіночої), з яких всі — православної віри.
У 1908 році в селі Петрівська Перша мешкало 465 осіб (256 чоловічої статі та 209 — жіночої), налічувалось 89 дворових господарства.

## Населення
Згідно з переписом УРСР 1989 року чисельність наявного населення села становила 546 осіб, з яких 271 чоловік та 275 жінок.
За переписом населення України 2001 року в селі мешкало 507 осіб.

### Мова
Розподіл населення за рідною мовою за даними перепису 2001 року:
| Мова       | Відсоток |
| ---------- | -------- |
| українська | 95,28 %  |
| російська  | 4,53 %   |
| білоруська | 0,20 %   |